# Libius Severus
Libius Severus (Flavius Libius Severus Serpentius), även känd som Severus III eller som bara Severus, var kejsare över det västromerska riket 19 november 461 - 15 augusti 465.
Severus var ursprungligen en romersk senator från södra Italien och var en av de sista västromerska kejsarna. Då Libius Severus kröntes hade kejsarposten egentligen förlorat den makt den en gång haft och den sanna makten bakom den västromerska tronen låg i germanska härmästare, särskilt Ricimer (som även hade dödat den förra kejsaren Majorianus). Severus var därför oförmögen att hantera de många problem som drabbade det västromerska riket och som skulle komma att leda till dess undergång.
Severus hade likt andra av de sista få västromerska kejsarna krönts av härmästaren Ricimer i det västromerska rikets huvudstad Ravenna utan tillåtelse av det östromerska riket, som annars ansvarade för att utse en ny västlig kejsare när posten var vakant. Därför erkändes han inte av det östromerska riket och inte heller av de kvarvarande provinsiella ledarna i Västrom (exempelvis de i Gallien).

## Västromersk kejsare

### Vägen till tronen
Den 7 augusti 461 lät magister militum, den romerska arméns befälhavare, Ricimer, döda kejsar Majorianus, vilket ledde till att tronen i Västrom blev vakant. Efter Majorianus död följde en period på tre månader utan en ny kejsare i väst och en maktkamp inleddes mellan den östromerske kejsaren Leo I, vandalkungen Geiserik och Ricimer. Den östliga kejsaren hade traditionellt rätten att utse en ny västlig kejsare då det romerska riket i alla fall nominellt fortfarande var ett enat rike som endast var indelat i två delar på grund av nödvändighet. 
Ricimer behövde en svag kejsare för att kunna utöva kontroll över riket, den tidigare Majorianus hade dödats på grund av att han var betydligt mer kapabel och självständig än vad som önskats. Geiserik stödde en egen kandidat, Olybrius, som var släkt med den tidigare kejsaren Valentinianus III. 
För att få igenom en kröning av Olybrius satte Geiserik tryck på Västrom genom att organisera plundringar av södra Italien och Sicilien, vilket han rättfärdigade med att det fredsavtal han slutit med Majorianus inte längre var giltigt efter dennes död. Ricimer skickade ambassadörer till Geiserik och bad honom att respektera fredsavtalet och försökte även be om hjälp från den östliga kejsaren Leo I.
Trots vandalernas ihärdighet ignorerade Ricimer Olybrius och utnämnde istället en senator, Libius Severus, till västromersk kejsare. Att välja någon från själva Italien kan ha varit i ett försök att få med sig den italienska aristokratin och senaten. 

### Regeringstid

#### Fientlighet i provinserna
På 460-talet hade det västromerska riket fullständigt förlorat kontrollen av flera tidigare viktiga och centrala provinser. Britannia hade övergivits på 410-talet, Africa hade erövrats av vandalerna och Hispania ockuperades av sveberna och visigoterna (vilka nominellt var allierade foederati till Västrom). Inte ens de provinser som faktiskt återstod under västromersk kontroll erkände Libius Severus som kejsare. Både Aegidius, som kontrollerade Gallien, och Marcellinus, som kontrollerade Illyrien, hade stött Majorianus och var öppet mot både Severus och Ricimer.

#### Vandalerna
Geiserik hoppades fortfarande på att kunna kröna Olybrius till kejsare och de vandaliska plundringarna i Italien fortsatte under Severus regeringstid. Dessa plundringar hade stor påverkan på det försvagade rikets ekonomi, i synnerhet i Italien, vilket ledde till att Severus skickade patriciern Tatianus för att förhandla fram fred med vandalernas kung. Geiserik vägrade dock att acceptera fred.

#### Relation med det Östromerska riket
Det östromerska riket, vid den här tiden betydligt starkare än det västromerska, och dess kejsare Leo I vägrade också att erkänna Severus som "kejsare". Samtida historiker i Östrom, bland annat Jordanes, beskriver Severus som en troninkräktare.
Även om Östrom vägrade erkänna Severus som kejsare samarbetade rikshalvorna då och då. Bland annat hade Severus fruktat att Marcellinus skulle invadera Italien från Illyrien, och Leo I hade på Severus begäran avrått Marcellinus från något sådant. Även utnämningen av konsuler visade på att Severus försökte försona relationerna med Östrom. Traditionellt utnämnde rikena en konsul var och accepterade den konsul som utnämnts av det andra riket. Severus utnämnde ingen konsul under åren 464-465 och accepterade istället de två konsuler som utnämnts av Östrom.

### Död
Severus dog efter att ha regerat i 4 år. Ibland påstås det att Ricimer förgiftat honom, tidigast av östromerska historiker under 500-talet, men detta är troligen fel då mer samtida källor tillskriver honom en naturlig död. Det är även värt att nämna att det inte finns någon tydlig anledning till att Ricimer skulle döda Severus då han var en marionettkejsare under hans kontroll.